# TG5
TG5 è il notiziario di Canale 5, realizzato dall'omonima testata e in onda dal 13 gennaio 1992. L'attuale direttore è Clemente Mimun. Il telegiornale è prodotto e trasmesso dallo studio 2 del Centro Safa Palatino di Roma.
Il TG5 trasmette sempre tutte le edizioni del giorno su Canale 5 e in simulcast su TGcom24.

## Storia

Fotogramma della sigla in uso dal 16 aprile 2018

Nel 1980 su Canale 5 nacque un breve notiziario locale limitato alla sola Lombardia, Video 5, in onda in prima serata come Notizie Sera o in seconda serata come Notizie Notte. In altre zone d'Italia andava in onda anche Speciale Canale 5 News, che poi diventò Canale 5 News, un programma che talvolta mostrava servizi giornalistici e documentari, condotto prima da Vittorio Buttafava e in seguito da Cesare Cadeo. La rete, all'epoca, non era autorizzata a trasmettere programmi in diretta, e secondo la dirigenza della Fininvest, azienda proprietaria di Canale 5, ciò impediva di fare reale concorrenza alla Rai, per la quale le trasmissioni in diretta erano invece consentite.
Dopo l'approvazione della legge Mammì, che consentiva le trasmissioni in diretta anche per le televisioni private, si cominciò a pensare a un notiziario vero e proprio per Canale 5; nel frattempo, nel gennaio 1991, Canale 5 News iniziò ad andare in onda quotidianamente. Nel settembre 1991 venne scelto come direttore del futuro telegiornale Enrico Mentana.
Presso la sede del centro di produzione Palatino di Roma il primo impianto scenico è firmato da Carlo Cesarini da Senigallia e viene sostituito da Raffaella Galbiati scegliendo una dominante di colore blu, fino ad allora mai utilizzato per le news.
La prima edizione del TG5 va in onda il 13 gennaio 1992 alle 13:00, orario che mantiene ancora oggi, condotta da Cristina Parodi. La seconda va in onda alle 20:00, condotta dal direttore Enrico Mentana, mentre a mezzanotte circa la terza (e ultima) edizione della giornata, condotta da Cesara Buonamici. Il 2 novembre dello stesso anno nasce un'edizione flash in onda alle 18:00, dal lunedì al sabato; il 13 marzo 1995 viene introdotta anche l'edizione di mezza sera, dal lunedì al venerdì. Il 15 settembre 1997 esordisce l'edizione mattutina, in onda tutti i giorni dalle 8:00. Nel 2004 Carlo Rossella sostituisce Mentana alla direzione. Il 18 settembre 2006 nasce una nuova edizione flash, TG5 Minuti, alle 17:00 (poi alle 18:00 dal 2009) dal lunedì al venerdì.
Nel 1998 viene allestito un grande studio con tecnologie avanzate e una regia a vista all'interno dello studio presso lo stesso centro di produzione, che ha poi debuttato ufficialmente il 10 gennaio 1999: l'impianto scenico a 360 gradi è di Raffaella Galbiati e mantiene fino ai primi anni duemila il blu come colore dominante. Pur avendo subito nel corso degli anni diversi restyling della scenografia, la struttura dell'impianto è ancora oggi immutata.
Il 4 luglio 2007 viene scelto come nuovo direttore Clemente Mimun, che era stato tra i fondatori della testata 15 anni prima. Dal 5 novembre dello stesso anno il TG rinnova sigla, grafiche, studio e viene leggermente rinnovato anche il logo. Dal 21 giugno 2011, il TG5 va in onda (insieme agli altri TG Mediaset) nel formato 16:9 e, dal 22 febbraio 2016, va in onda con il sistema digitale Dalet Galaxy, divenendo il primo TG in Italia a utilizzare questo metodo come le principali emittenti mondiali.
Il 14 gennaio 2017, in occasione dei 25 anni del telegiornale, va in onda uno speciale in seconda serata condotto da Paolo Bonolis, a cui partecipano i tre direttori del telegiornale Enrico Mentana, Carlo Rossella e Clemente Mimun, che ripercorrono i momenti salienti vissuti dal TG.
Il 16 aprile 2018, in contemporanea con il restyling grafico di Canale 5, il TG5 rinnova il logo, la grafica e lo studio.
Il 1º settembre 2020 il direttore Clemente Mimun va in pensione ed il suo ruolo viene affidato ad interim a Mauro Crippa, direttore anche della testata giornalistica Videonews. Mimun ritorna alla direzione il successivo 1° ottobre, dopo i 30 giorni in cui la normativa in vigore gli vietava di ricoprire il ruolo di direttore in quanto appena entrato in pensione.
Dal 17 gennaio 2022, il TG5 viene trasmesso in HD nativo dai propri studi, completando così il passaggio all'alta definizione dei telegiornali delle reti Mediaset.
Dal 12 al 14 giugno 2023, in seguito alla morte di Silvio Berlusconi, fondatore e primo presidente di Fininvest e Mediaset, il TG5, oltre ad essere trasmesso su Canale 5 e su TGcom24, fu trasmesso anche su Rete 4 per consentire gli speciali dedicati proprio a Berlusconi. Il 14 giugno successivo furono trasmessi i funerali, mandati in onda dalla maggior parte delle reti Mediaset, incluse quelle musicali (ad eccezione di Boing e Cartoonito).

## Edizioni

### Attuali
- TG5 Prima Pagina: va in onda tutti i giorni dalle 6:00 alle 7:55 in diretta su Canale 5 e in simulcast su TGcom24. È composto da un telegiornale in diretta di 8 minuti circa con all'interno la rassegna stampa e gli aggiornamenti sulle quotazioni finanziarie, una rubrica con le ultime notizie sul traffico e la rubrica meteorologica meteo.it. Va in onda anche alle 19:50 circa con un'edizione da 6-7 minuti che funge da sommario e introduzione al TG5 delle 20:00.
- TG5 Mattina: quest'edizione, lanciata il 15 settembre 1997, va in onda tutti i giorni poco prima delle 8:00 con una durata di 35 minuti. Il sabato e la domenica dura 40-45 minuti ed è seguita da meteo.it (in onda anche all'interno del TG); l'edizione va in onda in simulcast anche su TGcom24. All'interno di quest'edizione, solitamente Marco Cherubini conduce uno spazio riservato alle notizie sportive; sempre all'interno dell'edizione, al martedì va in onda una breve rubrica dedicata agli animali; il mercoledì e il sabato, va in onda una rubrica di previdenza con Bruno Benelli (in passato, il sabato, quest'ultima rubrica era condotta anche da Paolo Trombin). Fino al 2020, sempre all'interno di questa edizione, andava in onda, dal lunedì al venerdì, un breve spazio di notizie economiche condotto da Paolo Trombin. In coda all'edizione viene riproposta una rubrica andata in onda il giorno prima nell'edizione delle 13:00 (al giovedì la rubrica Salute, al venerdì la rubrica Start e alla domenica la rubrica La storia). Questa edizione è condotta dallo stesso conduttore di Prima Pagina. All'interno di questa edizione va in onda il sabato la rubrica Gusto verde e la domenica la rubrica Gusto Di Vino curate da Gioacchino Bonsignore.
- TG5 Flash: edizione flash in onda dal lunedì al venerdì alle 10:55 con una durata di 3 minuti circa. Introdotta il 21 gennaio 2008, con l'esordio di Mattino Cinque, andava in onda inizialmente alle 10:00, mentre dal 26 aprile 2016 va in onda all'orario attuale. Dal 2 maggio 2016, in seguito alla cancellazione del TG5 Minuti, è l'unica edizione flash del telegiornale.
- TG5 Giorno: in onda tutti i giorni poco prima delle 13:00 con una durata di 35 minuti. In questa edizione vanno in onda le rubriche L'indignato speciale (lunedì), Salute (mercoledì), Start (giovedì), La storia (sabato) e Gusto (domenica). Quest'edizione va in onda in simulcast anche su TGcom24 ed è seguita da Meteo.it. La domenica è seguita dalla rubrica sugli animali L'arca di Noè. In caso di eventi eccezionali, la programmazione può variare.
- TG5 ore 20:00: è l'edizione principale e va in onda alle 20:00 con una durata di 30 minuti. È preceduta dalla copertina Prima Pagina che, oltre al sommario dei titoli, mostra due (in precedenza uno) servizi riguardanti i fatti di maggior rilievo della giornata che sta per terminare. Dal lunedì al sabato tra le 19:35 e le 19:40 vanno in onda le anticipazioni. In caso di eventi sportivi, la programmazione può variare. È seguita dal meteo. L'edizione va in onda in simulcast e anche in replica alle 21:00 (dal 1º febbraio 2016) su TGcom24.
- TG5 Notte: in onda tutti i giorni con orario variabile con una durata di 40 minuti circa. È l'unica edizione a non avere un orario fisso di messa in onda. Fino a settembre 1997 andava in onda sempre all'interno del Maurizio Costanzo Show, a mezzanotte in punto con durata di 10 minuti circa. Dal settembre 1997 si allunga di durata, viene spostata nella fascia di seconda o terza serata con orario variabile. È seguita da Meteo.it. Dal 2019 quest'edizione è tornata a essere trasmessa dopo il programma di prima serata e dal 13 maggio 2019 non viene più replicata alle 5:30 come accadeva in precedenza. Sempre dal 2019 questa edizione torna ad andare in onda in seconda/terza serata con orario variabile. Caratteristica di questa edizione è la rassegna stampa, presente in coda all'edizione, che consiste nella lettura delle copertine dei quotidiani in edicola la mattina seguente da parte del conduttore di turno. A differenza delle altre edizioni principali, è priva del sommario iniziale, tranne nella stagione 2010-2011 dove c'era il sommario iniziale che prendeva il nome di Racconto della Giornata ed era curato da diversi giornalisti della redazione del TG5. La rassegna stampa, in questo periodo, era condotta principalmente da Paolo Di Mizio
- Speciale TG5: approfondimento di un fatto esclusivo in onda occasionalmente in seconda serata, prima del telegiornale della notte. Inizialmente andava in onda regolarmente ogni sabato, ma attualmente il giorno di messa in onda può variare. In occasioni particolari va in onda anche in simulcast sulle altre reti Mediaset.

### Non più in onda
- TG5 Flash: edizione andata in onda alle 17:45 (fino al 1998) o alle 18:00, dal lunedì al sabato[13] dal 2 novembre 1992 al 26 luglio 2002 dal lunedì al venerdì.
- TG5 Mezza Sera: edizione andata in onda dal 13 marzo 1995 al 20 marzo 1998 con la conduzione di Benedetta Corbi, alla quale si alternavano Alberto Bilà e Annalisa Spiezie. A partire dal 1º luglio 1996 anche Giuseppe De Filippi, Paola Rivetta e Gianluigi Gualtieri conducevano l'edizione.
- TG5 Minuti: edizione flash andata in onda dal 18 settembre 2006 al 29 aprile 2016, dal lunedì al venerdì intorno alle 17:50-18:00 con una durata di 5 minuti (fino al 2008 circa andava in onda in un orario compreso tra le 16:50 e le 17:00) e veniva trasmesso (dal 2008 fino alla chiusura di quest'edizione) all'interno del contenitore pomeridiano Pomeriggio Cinque, condotto da Barbara D'Urso.

## Rubriche

### Attuali
- Class CNBC: rubrica economica che va in onda dal lunedì al venerdì nel corso del TG5 della notte. Realizzata dalla redazione dell'omonima TV in collaborazione con il TG5, è condotta dalle redattrici di Class CNBC. La rubrica Class CNBC del TG5 Notte fu introdotta il 10 giugno 2002.
- Gusto: rubrica in onda durante l'edizione delle 13:00, inizialmente tutti i giorni, successivamente prima ristretta al solo martedì, poi spostata prima al sabato e infine alla domenica, che si occupa di enogastronomia, ricette e appuntamenti legati al mondo gastronomico e culinario. Il responsabile e conduttore della rubrica è il giornalista Gioacchino Bonsignore. La rubrica va in onda a partire dal 10 giugno 2002. Dal 20 giugno 2011 al 14 maggio 2016 la rubrica andava in onda dal lunedì al sabato, mentre alla domenica nacquero due spin-off: Gusto Di Vino (nell'edizione delle 08:00) e Gusto Verde (in quella delle 13:00). Dal 17 maggio 2016 al 18 febbraio 2020 andava in onda il martedì, dal 4 aprile al 4 luglio 2020 andava in onda il sabato e dal 5 luglio 2020 va in onda la domenica. Dal 21 maggio 2016 Gusto Verde va in onda il sabato nell'edizione delle 08:00 mentre Gusto Di Vino rimane alla domenica sempre nella stessa edizione. Da questa rubrica è stato tratto anche un libro.
- Gusto di Vino: in onda la domenica nell'edizione mattutina (dal 26 giugno 2011) all'interno dell'edizione delle 8:00, è uno spin-off di Gusto sul mondo dell'enogastronomia. È curata da Gioacchino Bonsignore.
- Gusto Verde: in onda la domenica (dal 26 giugno 2011 al 15 maggio 2016) nell'edizione delle 13:00, è un altro spin-off di Gusto che tratta di cucina vegana e vegetariana. Dal 21 maggio 2016 la rubrica va in onda il sabato nell'edizione delle 8:00. Anche questa rubrica è curata da Gioacchino Bonsignore.
- Indignato speciale: rubrica inizialmente in onda nell'edizione delle 20:00, successivamente è stata collocata il lunedì, mercoledì e venerdì in quella delle 13:00, collocazione mantenuta fino al 13 maggio 2016. La rubrica è curata e condotta da Andrea Pamparana, vicedirettore del telegiornale, e tratta casi di maltrattamenti, malasanità ed ingiustizie sociali, illustrati con un servizio seguito da un commento dello stesso Pamparana. Dal 16 maggio 2016 va in onda solo il lunedì, sempre nell'edizione delle 13:00.
- L’Arca di Noè: inizialmente denominata TG Bau&Miao, è un rotocalco dedicato agli animali, curato e condotto da Maria Luisa Cocozza e in onda ogni domenica alle 13:40 a partire dal 7 ottobre 2012 dopo il TG delle 13:00. Tra le mini-rubriche di questo programma, vi sono: Il mare a casa, Alla salute!, L'aforisma, L'educa-cani, Il can-piello e Bestiario artistico. Il 7 aprile 2024 il programma festeggia le 600 puntate.
- La Lettura: è una rubrica della durata di due minuti circa che va in onda solitamente dal lunedì al venerdì all'interno del TG5 Notte, curata dal caporedattore Carlo Gallucci, che presenta un libro intervistandone l'autore.
- La Storia: rubrica dedicata agli avvenimenti storici in onda ogni sabato dal 21 maggio 2016 all'interno dell'edizione delle 13 e in replica la domenica nell'edizione mattutina. È curata da Roberto Olla.
- meteo.it: le previsioni meteo accompagnano tutte le edizioni del TG5 (eccetto quella flash delle 10:50). Dal 14 gennaio 2013 ha sostituito Meteo 5. Questa rubrica va in onda anche nell'intervallo tra primo e secondo tempo dei film trasmessi dalla rete. Le previsioni non sono curate dalla redazione ma dai meteorologi di Meteo Expert. Conducono a rotazione questa rubrica: Stefania Andriola, Ilaria Fratoni, Martina Hamdy, Serena Giacomin, Camilla Bianchini, Yevgeniya Kurlyand ed Andrea Giuliacci. Nelle edizioni principali appare in video un meteorologo, mentre nel corso del TG5 Prima Pagina le previsioni sono lette da una voce fuori campo.
- Salute: rubrica dedicata alla medicina e ai consigli di benessere curata da Luciano Onder, va in onda ogni mercoledì dal 18 maggio 2016 all'interno dell'edizione delle 13:00 e in replica il giovedì nell'edizione mattutina. La sigla di testa e di coda di questa rubrica era in origine la canzone Come stai di Vasco Rossi, sostituita dall'8 settembre 2021 da un jingle creato appositamente.
- Start: erede di TG5 Motori, è una rubrica dedicata alle nuove tecnologie in qualsiasi campo, specialmente quello automobilistico, che va in onda ogni giovedì dal 4 aprile 2019 nel corso dell'edizione delle 13. È curata e condotta da Carlotta Adreani.
- Rassegna stampa: in onda nel corso dell'edizione notturna del TG5, era curata fino al 2012 da Paolo Di Mizio. Dall'8 maggio 2010 la rassegna stampa è visualizzata su uno schermo touch screen. In precedenza la rassegna ospitava talvolta un giornalista (in genere direttore o editorialista), che commentava i titoli e le notizie. Dopo le dimissioni di Paolo Di Mizio nel 2012, è affidata al conduttore di turno del TG5 Notte senza alcun ospite in studio.

### Non più in onda
- Amici a 4 zampe: rubrica di un servizio sugli amici a quattro zampe in onda la domenica nell'edizione delle 13:00 fino al 3 giugno 2012. Successivamente è stata rinominata TG Bau & Miao.
- Arti: rubrica dedicata all'arte andata in onda ogni domenica all'interno del TG delle 13:00 e in replica il lunedì nell'edizione mattutina dal 23 maggio 2016 all'8 gennaio 2018 e nuovamente dal 25 marzo fino al 14 ottobre dello stesso anno solo la domenica sempre nell'edizione delle 13:00. Era curata da Guido Del Turco. La sigla di testa e coda era Comptine D'un Autre Été, L'après-Midi di Yann Tiersen.
- Borse e Monete: rubrica dedicata alle borse e alla finanza, andata in onda all'interno del TG5 Prima Pagina dalla nascita fino al 2 novembre 2014, per poi essere inglobato nel TG stesso.
- Borsa Flash: breve spazio mattutino dedicato alle borse con la conduzione di Paolo Trombin, andato in onda dal 20 febbraio 2002 al 2 novembre 2007.
- Braccio di Ferro: era una rubrica di divulgazione giornalistica sulle tematiche politiche, curata dal TG5 con la conduzione di Enrico Mentana, nata nel 1992, in occasione delle elezioni politiche, per accompagnare i telespettatori nella campagna elettorale. Venne trasmessa fino al 1995. Rilevante è la puntata del 23 marzo 1994, che vide il dibattito tra Silvio Berlusconi, capo della coalizione di centro-destra, e Achille Occhetto, capo della coalizione di centro-sinistra.
- Cartellone: rubrica che trattava di appuntamenti di spettacolo, teatro e cinema. Era curata e condotta da Cristina Bianchino e andava in onda dal 2015 al 5 gennaio 2018 e di nuovo dal 23 marzo al 12 ottobre dello stesso anno il venerdì nell'edizione delle 13:00 e in replica il sabato nell'edizione delle 8:00. La sigla di testa e di coda di questa rubrica era I Was Made for Lovin' You dei Kiss.
- Cronaca Flash e Mondo Flash: andate in onda nel 2010 durante il TG5 Minuti.
- Dopo TG5: rotocalco domenicale dalla durata di mezz'ora circa andato in onda dopo il TG delle 20:00 dall'8 luglio al 23 settembre 2012.
- Diritto e Rovescio: in onda dal 5 ottobre 1993 al 21 giugno 1994, era una rubrica settimanale di informazione curata da Enrico Mentana e trasmessa il martedì.
- Edicola: rassegna stampa della durata di mezz'ora andata in onda dal 1992 al 1997 ogni ora a partire dall'una di notte fino alle 6 del mattino. Venne condotta nel corso degli anni da Paolo Di Mizio, Emilio Carelli, Clemente Mimun e Guido Barendson.
- Guida al parlamento: in onda dal 6 febbraio al 28 luglio 1995 alle 8:45 circa, era una rubrica di divulgazione parlamentare curata dal TG5 della durata di 10 minuti.
- Inchiesta: in onda nel 1997 era una rubrica di cronache della seconda serata.
- Insieme: rotocalco della durata di circa 25 minuti andato in onda dopo il TG5 della mattina dal lunedì al venerdì dal 5 novembre 2007 al 18 gennaio 2008 e soppressa il 21 gennaio dello stesso anno per far spazio a Mattino Cinque.
- Italia domanda: rubrica di approfondimento giornalistico sulle tematiche politiche e di attualità, andata in onda nel 2013 (in prima serata e in seconda serata) in occasione delle elezioni politiche. La trasmissione era curata e ideata da Clemente Mimun e Andrea Pucci ed era nata per accompagnare i telespettatori nella campagna elettorale in attesa dell'inizio della nuova stagione di Matrix. La conduzione veniva affidata a turno ai giornalisti del notiziario di Canale 5. La trasmissione, nelle sue prime due puntate, il 16 e il 18 gennaio 2013, è andata in onda in prima serata e ha avuto come ospiti i due capi di coalizione del centro-sinistra e del centro-destra, Pier Luigi Bersani e Silvio Berlusconi[14]. Il nome della rubrica riprende quello dell'omonima trasmissione di approfondimento giornalistico e politico, condotta da Gianni Letta e trasmessa su Canale 5 nel 1987 in occasione delle elezioni politiche e poi di nuovo sulla stessa rete dal 1988 al 1994.
- La cocaina: rubrica del TG5 delle 20:00 dedicata alla cocaina a cura di Fabrizio Summonte.
- La nota politica: rubrica curata e condotta da Giuliano Torlontano andata in onda in due collocazioni: durante il TG5 Notte ogni martedì, mercoledì e giovedì e durante il TG5 Mattina ogni mercoledì, giovedì e venerdì. Consisteva in un commento sul quadro politico generale o su un aspetto particolare della scena politica, con annotazioni, osservazioni e indiscrezioni. La rubrica La nota politica è andata in onda fino al 16 settembre 2016 nelle edizioni mattutina e notturna del TG.
- La storia della domenica: in onda la domenica tra il 1999 e gli anni 2000 era una rubrica dell'edizione mattutina del TG5.
- Lettera da New York: rubrica storica del TG5 Notte che parlava dei fatti del giorno da New York andata in onda dal 10 giugno 2002 al 2 novembre 2007.
- Loggione: trasmissione a sfondo musicale andata in onda da settembre 2004 a luglio 2012[15] il sabato dopo l'edizione delle 8:00. Ideato e condotto da Vittorio Testa, il programma era dedicato alla musica classica, all'opera e talvolta ad alcuni cantautori come Lucio Battisti o Paolo Conte. Era prodotto da RTI e realizzato da Videotime, il produttore esecutivo era Monica Lubrano.
- Meteo 5: rubrica nata nel 1992 per le previsioni del tempo, redatte tra gli altri dai colonnelli Mario Giuliacci e Aldo Foglia. Andava in onda in coda a tutte le edizioni del TG5 (tranne quelle flash), oltre che nell'intervallo tra primo e secondo tempo dei film trasmessi dalla rete (fino al 2008, quando viene sostituita da Meteo Mediaset). Il 14 gennaio 2013 le rubriche Meteo 5 e Meteo Mediaset vennero chiuse e sostituite da meteo.it. Storico sottofondo della rubrica era una musica composta da Franz Di Cioccio e Patrick Djivas.
- Motori: rubrica dedicata alle ultime novità su auto e moto andata in onda ogni giovedì all'interno del TG delle 13:00 dal 19 maggio 2016 al 4 gennaio 2018 e di nuovo dal 22 marzo fino al 4 ottobre dello stesso anno e in replica il venerdì nell'edizione mattutina. Era curata e condotta da Carlotta Adreani.
- Notizie della guerra: edizione di seconda serata con le notizie sulla guerra del Kosovo, andata in onda da aprile a giugno 1999 in occasione dell'avvio dell'operazione Allied Force.
- Numeri in chiaro: rotocalco economico andato in onda nell'estate 2011 in seconda serata con una durata di mezz'ora dal lunedì al venerdì, condotto da Giuseppe De Filippi.
- Oroscopo: spazio di previsioni astrologiche di Luisa De Giuli ripetuto dalle 06:00 alle 08:00, ogni 15 minuti, in onda tutti i giorni dalla nascita del TG fino al 2 novembre 2014 all'interno di TG5 Prima Pagina. Non va più in onda dal 3 novembre 2014 a causa della mancanza di lettori e del tempo disponibile per la durata.
- Pianet@ Internet: era una rubrica di divulgazione informatica curata dal TG5 ed è stata trasmessa dal 2002 al 2003 all'interno dell'edizione mattutina.
- Post@: rubrica del TG5 andata in onda la domenica nell'edizione delle 13:00 dal 2006 al 2009, curata e condotta da Barbara Palombelli. La sigla di questa rubrica era L'anno che verrà di Lucio Dalla. Questa rubrica è stata riproposta, nel 2020, durante la pandemia di COVID-19 all'interno dell'edizione delle 20 con la presenza in studio di Luciano Onder.
- PuntoNotte: rotocalco notturno di approfondimento andato in onda dal 20 maggio al 25 luglio 2013 con la conduzione di Cesara Buonamici e Gioacchino Bonsignore con Susanna Galeazzi e Francesca Pozzi, prima del notiziario della notte. Seguivano ogni giorno le rubriche E lucevan le stelle (rubrica a sfondo astronomico-stellare condotta dai meteorologi del meteo.it), L'Italia che cambia (rubrica a sfondo politico-economico legata ai cambiamenti dell'Italia) e L'Italia che va (quest'ultima andata in onda settimanalmente). Fu sostituito dalla rubrica Speciale TG5.
- Rotocalco: rubrica andata in onda nel triennio 1993-1995 con la conduzione di Enrico Mentana.
- Spazio 5: in onda nel biennio 1992-1993 era un settimanale del TG5 con la conduzione di Enrico Mentana.
- Sport: rubrica sportiva della durata di circa 10 minuti andata in onda la domenica alle 20:30, fino al 2006.
- Terra!: rotocalco curato dal TG5 dal 2000 al 2012 con la conduzione di Toni Capuozzo. Dal 2012 al 2017 andava in onda su Rete 4 con lo stesso conduttore, ma era curato dalla testata Videonews.
- Testa a Testa: in onda nel biennio 1996-1997 e nel 2004 con il titolo di TG5 Testa a Testa Speciale Elezioni Comunali 2004 trasmesso all'interno di Chi vuol essere milionario con la conduzione di Gerry Scotti era una rubrica di divulgazione elettorale-politica con la conduzione di Enrico Mentana.
- TG Bau & Miao: rubrica dedicata agli amici a quattro zampe in onda la domenica prima del TG delle 13:00 dal 10 giugno al 1º luglio 2012. Dal 7 ottobre 2012 si chiama L'arca di Noè e va in onda sempre la domenica, ma dopo l'edizione delle 13:00.
- Verissimo: rotocalco curato dal TG5 dal 1996 al 2006 dal lunedì al venerdì. Dal 2006 va in onda il sabato (dal 2021 anche la domenica) sempre su Canale 5, ma è curato dalla testata Videonews.
- La guerra dei vent’anni: in onda nel 2013 in prima e in seconda serata dapprima su Canale 5 e poi su Rete 4 con la conduzione di Angelo Machiavello.

## Direttori
| Nome                      | Inizio incarico   | Fine incarico     |
| ------------------------- | ----------------- | ----------------- |
| Enrico Mentana            | 13 gennaio 1992   | 11 novembre 2004  |
| Carlo Rossella            | 12 novembre 2004  | 2 luglio 2007     |
| Clemente Mimun            | 3 luglio 2007     | 31 agosto 2020    |
| Clemente Mimun            | 1º ottobre 2020   | in carica         |
| Mauro Crippa (ad interim) | 1º settembre 2020 | 30 settembre 2020 |

## Tema musicale
Tra gli elementi distintivi del TG5 si annovera la sigla, composta da Franz Di Cioccio e Patrick Djivas della PFM ed è in uso dal 13 gennaio 1992 nella sigla di testa e di coda delle edizioni delle 10:55, delle 13:00 e delle 20:00. Fino al 14 settembre 1997 è stata usata anche nella sigla di testa e di coda dell'edizione della notte. 
La seconda versione della sigla venne introdotta il 15 settembre 1997, con un restyling.
Nel corso degli anni ne sono arrivate alcune varianti, usate in edizioni speciali o rubriche ed edizioni particolari.
Fino al 15 aprile 2018 TG5 Prima Pagina ha usato una sigla diversa da quella delle altre edizioni; la prima versione, utilizzata dal 16 settembre 1991 al 31 dicembre 2009, fu realizzata da Stefano Previsti e Alberto Radius. La seconda sigla, in uso dal 1º gennaio 2010 al 15 aprile 2018, pur essendo riarrangiata, riprendeva in parte le ultime note di quella precedente. Dal 16 aprile 2018, in occasione del restyling del TG5, anche Prima Pagina ha una sigla simile a quella principale del TG.